# Нікосфен

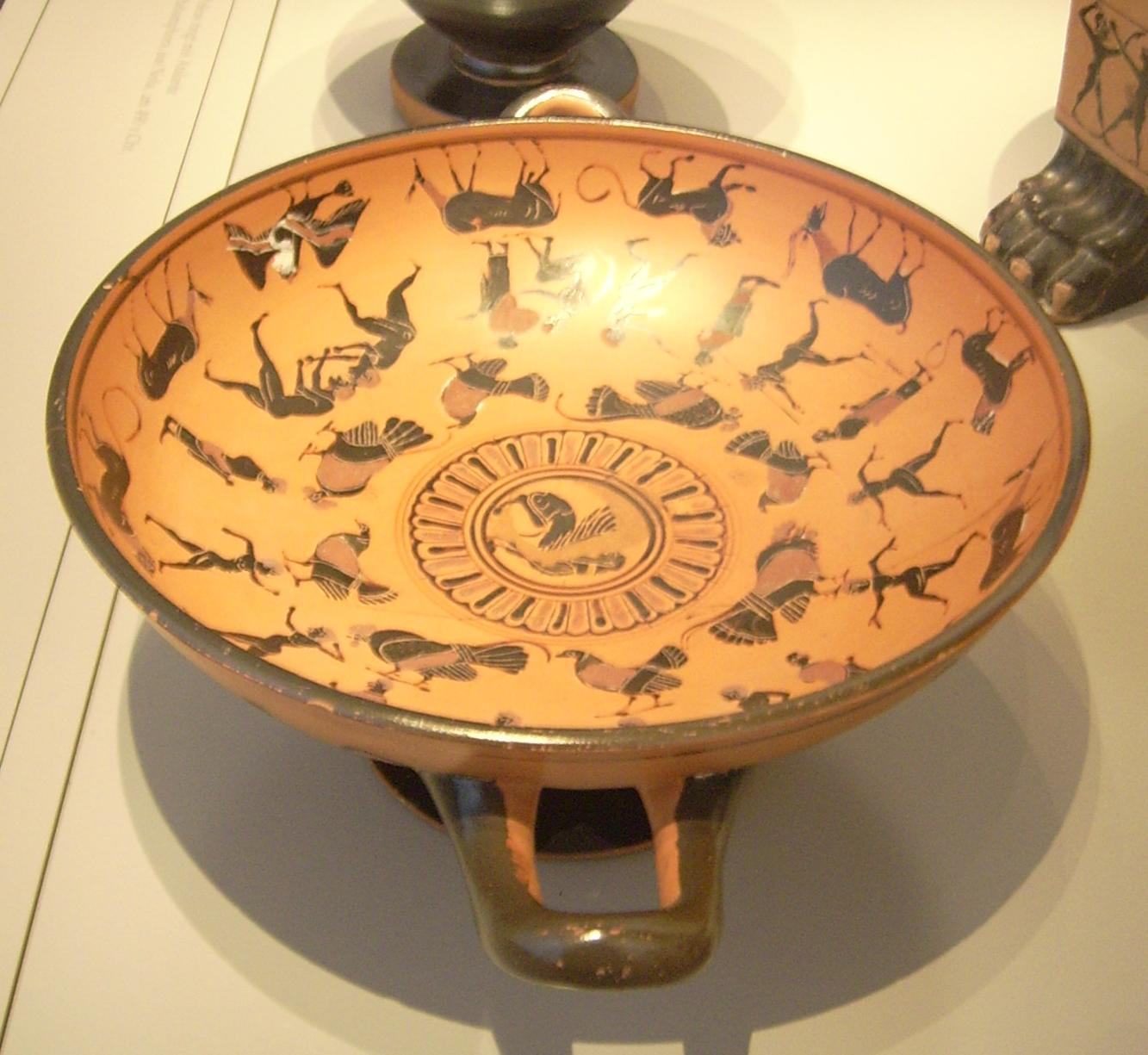
Протокоринфський кілікс Нікосфена, вазописець — Вазописець Н, Лувр

Нікосфен — давньогрецький гончар, майстерня якого працювала з 545 по 510 роки до н. е. в Афінах.
Підпис Нікосфена — «Нікосфен зробив це» — один з найчастіших підписів гончарів, що зустрічається на давньогрецькій кераміці: його підпис виявлено на 139 чорнофігурних і 10 червонофігурних вазах.
Особливе значення мають, так звані, «Нікосфенівські амфори», які повторюють форму етруркських буккеро. Їх збереглося близько 130. Більшість з них виготовлена Нікосфеном, декілька з них незважаючи на його підпис приписуються його майстерні. Вази Нікосфена розписував переважно один вазописець, і досі не встановлено чи був це сам Нікосфен. Невідомий вазописець отримав ім'я Вазопісець Нікосфена, або Вазописець Н. Його не слід плутати з вазописцем на ім'я Нікосфен.
Гончар Нікосфен створював в основному вази невеликого розміру, приділяючи при цьому велику увагу пошуку нових форм і надихаючись зразками, що прийшли з-поза меж Аттики. Творчий пошук привів Нікосфена до нових художніх технік: він використовував так звану техніку Сікса в зображенні фігур червоно-коричневого або білого кольору на глянцевій глині. Нікосфен працював також з такими вазописцями, як Лідос, Ольтос, Епіктет і Нікосфен. Всі ці вазописці розписували також вази гончара Памфіла, більш молодого колеги Нікосфена, який копіював його кераміку. Більшість з цих непідписаних копій складно відрізнити від творів власне Нікосфена.
Майже всі амфори роботи Нікосфена експортувалися в Черветері і в Вульчі. Вази Нікосфена практично не зустрічаються за межами Етрурії.